# Redirección 301
La redirección 301 es un código o comando insertado por un Webmaster que permite redirigir a los usuarios y buscadores de un sitio web de un sitio a otro.

## Utilidad
Las redirecciones 301 son útiles cuando se desea modificar de un sitio web lo siguiente:
- Cambiar un directorio
- Cambiar el dominio
- Llegada de enlaces hacia urls inexistentes
- Establecer url de un sitio[1]

Por otro lado, con las redirecciones 301 se evitan, que los sitios web muestren el error 404 en páginas que han sido modificadas o movidas.

## Métodos de redirecciones
Para la realización de las redirecciones 301, se pueden aplicar Metatags, Javascript,etc.

## Ventajas
- La principal ventaja de utilizar este tipo de redireccionamiento web, es que en términos seo, la página a la que se le asigna la redirección, no pierde el valor previo. Si la url tiene xx cantidad de enlaces apuntando hacia ella, esos enlaces seguirán haciéndolo a la nueva url.
- Los usuarios son redirigidos de la url vieja a la nueva sin cambios a la vista del mismo.
- El buscador, elimina la antigua url, y añade la nueva página a su índice.

## Aplicación
Para la aplicación de la redirección 301 se utiliza el archivo .htaccess o diferentes códigos ya sean HTML, PHP que se encuentra alojado en el directorio raíz de un dominio. 
Dependiendo si el webmaster desea mover un dominio completo, una página o un directorio de manera permanente, el código a aplicar en el archivo, será diferente.
Esta redirección es muy utilizada para la optimización del SEO OnPage en cambios estructurales de una web.
También es muy habitual hacer una redirección 301 cuando se instala un certificado SSL en una página web. La URL pasaría de trabajar con el protocolo HTTP al protocolo HTTPS, por lo que para evitar que los motores de búsqueda lo interpreten como contenido duplicado, es necesario configurar un redireccionamiento. 